# 바람의 나라 (만화)
《바람의 나라》는 작가 김진이 1992년에 연재를 시작한 작품으로 고구려 3대왕 대무신왕(무휼)을 주인공으로 한 판타지물이다.
2008년 현재 총 26권이 발간되었고 게임, 소설, 뮤지컬, 드라마 등 다양한 장르로 기획돠었고, 동명의 원작을 극화한 판타지 사극물인 KBS 수목 드라마로 2008년 하반기에 방영한 바 있다. 
한국콘텐츠진흥원과 문화체육관광부가 주관하는 '2008 대한민국 만화ㆍ애니메이션ㆍ캐릭터 대상  수상작'으로 뽑히기도 하였다.

## 연재
- 댕기 (1992년 ~ 1996년)
- 월간 모션 (1997년 ~ 1998년)
- 코믹스투데이
- 위식스
- 이코믹스 (2013년 6월~ )

## 원작을 배경으로 하는 작품
- 1996년 넥슨의 온라인 게임 바람의 나라 (온라인 게임)
- 2001년, 2007년 뮤지컬 바람의 나라 (뮤지컬)
- 2004년 소설 바람의 나라 (소설)
- 2008년 한국방송공사의 드라마 바람의 나라 (드라마)